# Justicia sarapiquensis
Justicia sarapiquensis là một loài thực vật có hoa trong họ Ô rô. Loài này được McDade mô tả khoa học đầu tiên năm 1982.